# Capronia munkii
Capronia munkii är en lavart som beskrevs av Unter. 1995. Capronia munkii ingår i släktet Capronia och familjen Herpotrichiellaceae.   Inga underarter finns listade i Catalogue of Life.